# Бабак лісовий
Бабак лісовий (Marmota monax) — північноамериканський гризун роду бабаків (Marmota) з родини вивіркових (Sciuridae).
На відміну від більшості інших видів бабаків, як, наприклад, жовтобрюхий або бабак сивий, які мешкають в гірській місцевості, лісовий бабак віддає перевагу рівнинним територіям, подібно до поширеного в Україні бабака степового (Marmota bobak).

## Класифікація
Відомі 9 підвидів лісового бабака:
- Marmota monax bunkeri Black, 1935 (Канзас)
- Marmota monax canadensis Erxleben, 1777
- Marmota monax ignava Bangs, 1899
- Marmota monax johnsoni Anderson, 1943 (Квебек)
- Marmota monax monax (Linnaeus, 1758)
- Marmota monax ochracea Swarth, 1911
- Marmota monax petrensis Howell, 1915 (Британська Колумбія)
- Marmota monax preblorum Howell, 1914 (Массачусетс)
- Marmota monax rufescens Howell, 1914 (Міннесота)

## Галерея

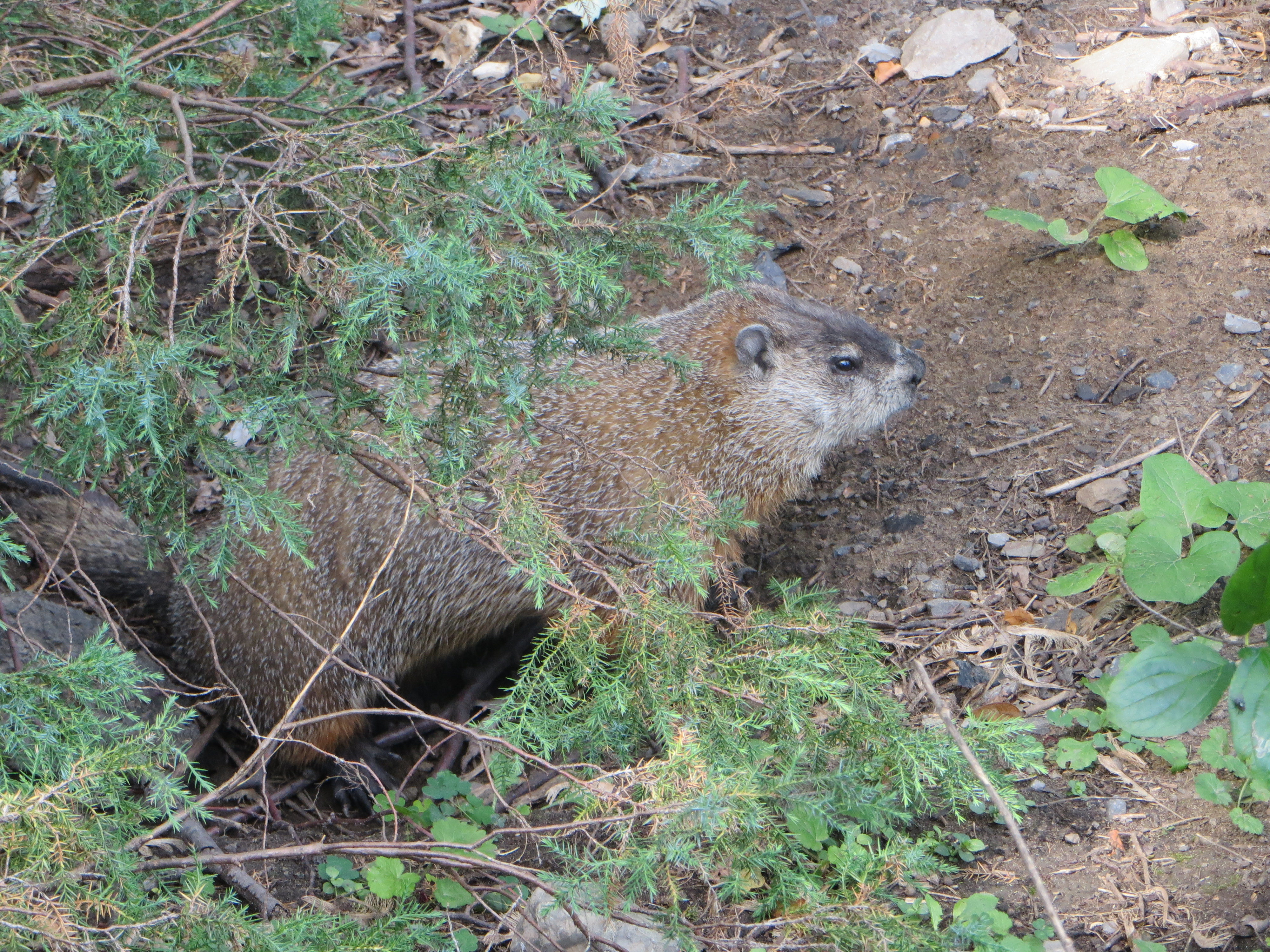
Бабак на Острові Святої Елени у Монреалі